# گابریل مگنی
گابریل مگنی (انگلیسی: Gabriele Magni؛ زادهٔ ۳ دسامبر ۱۹۷۳) ورزشکار شمشیربازی اهل ایتالیا است.
وی در مسابقات کشوری و بین‌المللی در مجموع برندهٔ ۱ مدال برنز شده‌است.